# 斯科姆利亞山

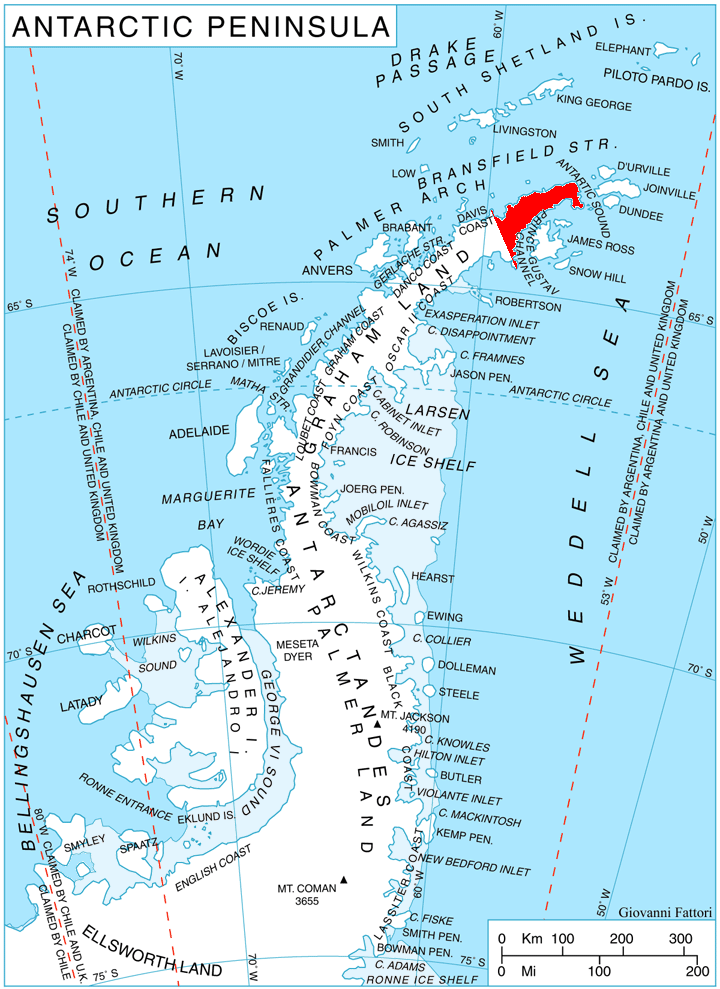

斯科姆利亞山（英語：Skomlya Hill）是南極洲的山丘，位於葛拉漢地的特里尼蒂半島，處於亞伯冰原島峰以東9.98公里、經緯儀山東南面8.95公里和維尤角以西6.79公里，海拔高度354米，以保加利亞西北部鄉鎮命名。

## 外部連結
- Trinity Peninsula. Scale 1:250000 topographic map No. 5697. Institut für Angewandte Geodäsie and British Antarctic Survey, 1996.
- SCAR Composite Antarctic Gazetteer（页面存档备份，存于）.

63°32′45″S 57°30′15″W / 63.54583°S 57.50417°W